# Corpul 7 Armată rus (1916-1918)
Corpul 7 Armată a fost una din marile unități operative ale Armatei Țariste, participantă la acțiunile militare de pe frontul românesc, în timpul Primului Război Mondial. În această perioadă, a fost comandat de generalul locotenent Mihail Platonovici Șișkevici -în perioada 8-25 aprilie 1917 și generalul locotenent Nikolai Leontevici Iunakov, în perioada 28 aprilie - 25 august 1917.:p. 181
În compunerea Corpului 7 Armată intrau Divizia 13 Infanterie și Divizia 34 Infanterie.

## Participarea pe frontul românesc
Corpul 7 Armată a participat la acțiunile militare de pe frontul românesc din campania anului 1917. În perioada bătăliilor de pe acest front - iulie-august 1917, corpul a făcut parte din Armata 4 rusă, având următoarea organizare:
- Divizia de cavalerie Zamurskaia - cu 28 escadroane de cavalerie, 16 mitraliere și 12 tunuri de câmp
- Divizia 13 rusă - formată din Regimentele 49, 50, 51 și 52 Infanterie - a 4 batalioane fiecare, cu un total de 89 mitraliere și 6 baterii a 6 tunuri de câmp (cal. 76,2 mm)
- Divizia 34 rusă - formată din Regimentele 133, 134, 135 și 136 Infanterie - a 4 batalioane fiecare, cu un total de 101 mitraliere și 6 baterii a 6 tunuri de câmp (cal. 76,2 mm)
- Artileria Corpului de Armată - 36 obuziere ușoare (cal. 114,3 mm)
- Artileria afectată corpului - artileria Diviziei 71 rusă (36 tunuri de câmp, cal. 76,2 mm) și 3 tunuri cal. 106,7 mmm[3]:p. 387

## Legături externe
- Biografia generalului Mihail Platonovici Șișkevici Arhivat în 1 aprilie 2016, la Wayback Machine., (în rusă)
- Biografia generalului Mihail Platonovici Șișkevici Arhivat în 10 decembrie 2011, la Wayback Machine., (în rusă)